# 귀인 편견
귀인 편견(attributional bias)은 어떤 사건에 대한 원인을 판단하는데 영향을 끼치는 심리학의 인지적 편견 중 하나다. (귀인)
귀인 편견은 보통 행위자/관찰자 차이(actor/observer differences)의 형태를 띈다. 어떤 행위에 참여하고 있는 사람들(행위자)은 그것에 참여하지 않는 사람들과(관찰자) 다르게 본다는 것이다. 이런 차이는 종종 가용성(availability)의 비대칭성에 의해 생긴다. 예를 들어 행위자의 행동은 관찰자가 기억하는 것보다 더 기억하기 쉽기 때문에 이 후에 더 고려대상이 되기 쉽다는 것이다. 결과적으로 원인에 대한 판단은 이런 이유들로 왜곡되기 마련이다.
예를 들어 몇몇 실험에서 실험 대상자는 대화에 참여한 사람들 중 한 사람쪽만 보거나, 한 사람의 얼굴만 보았다. 실험 대상자가 더 잘 볼 수 있었던 사람에 대해 실험 대상자는 그 대화에서 더 중요하거나 영향력있는 사람으로 인식했다.
대응 추론을 통해 또 다른 예시를 살펴볼 수 있다. 우리는 어떤 사람이 왜 특정한 행동을 하였는가를 설명할 때, 그 사람의 상황적인 요인보다는 성격적인 특징들이나 개인적인 속성들을 많이 사용하는 경향이 있다. 즉, 그 사람이 음료수를 쏟았을 때, 순간적으로 주의가 분산되어서가 아니라 그 사람의 행동이 서투르기 때문이라고 설명하는 것이다. 이런 경향은 우리로 하여금 동기와 행동의 일관성이 실제보다 더 존재한다고 믿게 한다.
가장 잘 알려진 귀인 편향은 아마 근본적 귀인 오류일 것이다.

## 귀인 편향의 목록
- 행위자-관찰자 편향
- 자기중심적 편향
- 허위합의 효과
- 자유의지 편향
- 근본적 귀인 오류
- 집단 귀인 오류
- 집단위주 편향

- 부정성의 효과
- 긍정성의 효과
- 긍정적 결과 편향
- 자기위주 편향
- 특성 귀인 편향

## 같이 보기
- 귀인이론
- 인과관계의 과다단순화
- 인과성
- 인지 편향의 목록

## 참고 문헌
- Block, J., & Funder, D. C. (1986). Social roles and social perception: Individual differences in attribution and "error." Journal of Personality and Social Psychology, 51, 1200-1207.